# Los Visionarios

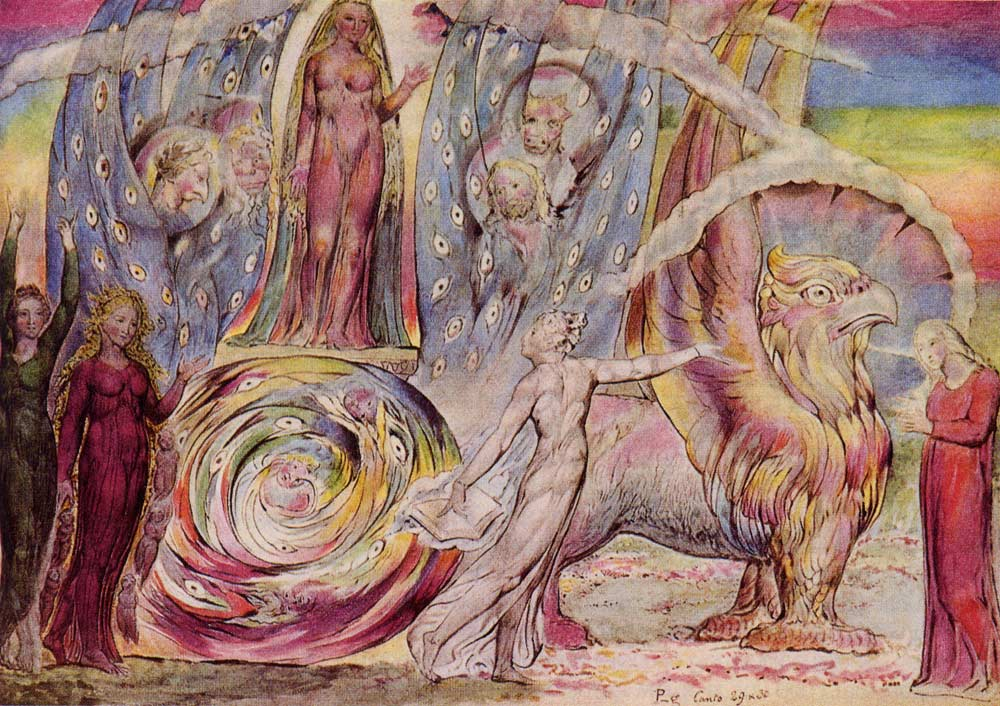
Beatriz dirigiéndose a Dante, La divina comedia.

Visionarios es como se denomina a un grupo de artistas, poetas y pintores, surgido en Inglaterra durante el apogeo del Romanticismo. Su obra se caracterizaba por sus habituales representaciones de lo fantástico y su culto al mundo de los sueños. Son creadores de un mundo nuevo que se mueve entre la frialdad del Neoclasicismo y la exaltación de la imaginación y los sentimientos del Romanticismo.
William Blake y Henry Fuseli son los representantes más característicos de esta tendencia desarrollada a principios del siglo XIX.
- Datos: Q5980550